# Суходол (Брестская область)
Суходол (бел. Сухадол) — деревня в Каменецком районе Брестской области Белоруссии. Входит в состав Ряснянского сельсовета. Население — 30 человек (2019).

## География
Суходол находится на западе Белоруссии, один из самых западных населённых пунктов страны. Деревня расположена в 10 км к северо-востоку от города Высокое. В 3 км к западу проходит граница с Польшей, деревня находится в приграничной зоне с особым порядком посещения. Местность принадлежит бассейну Вислы, у деревни расположена сеть мелиоративных каналов со стоком в реку Пульва. Местные дороги соединяют Суходол с деревнями Пограничная, Каролин и Копылы.

## История
Суходол впервые упоминается в письменных источниках в 1566 году, после административной реформы середины XVI века село входило в состав Берестейского повета Берестейского воеводства Великого княжества Литовского. Было родовым имением рода Суходольских.
После третьего раздела Речи Посполитой (1795) Суходол в составе Российской империи, принадлежал Брестскому уезду Гродненской губернии.
В середине XIX века имение принадлежало графу Старжинскому. В 1865—1869 годах в селе была построена церковь св. Варвары.
В 1885 году в селе было 35 дворов, 294 жителя. По переписи 1897 года деревня насчитывала 43 двора, 377 жителей, действовали церковь, магазин, 6 ветряных мельниц, кузница.
Согласно Рижскому мирному договору (1921) деревня вошла в состав межвоенной Польши, где принадлежала Брестскому повету Полесского воеводства. В 1923 году здесь было 34 двора, 156 жителей. С 1939 года в составе БССР. В годы Второй мировой войны в 1941-44 годах погибли и пропали без вести 14 сельчан.

## Достопримечательности
- Православная церковь св. Варвары. Каменное здание выстроено в 1865—1869 годах, памятник архитектуры. Церковь включена в Государственный список историко-культурных ценностей Республики Беларусь[4] —  Историко-культурная ценность Республики Беларусь, шифр 113Г000371

## Галерея

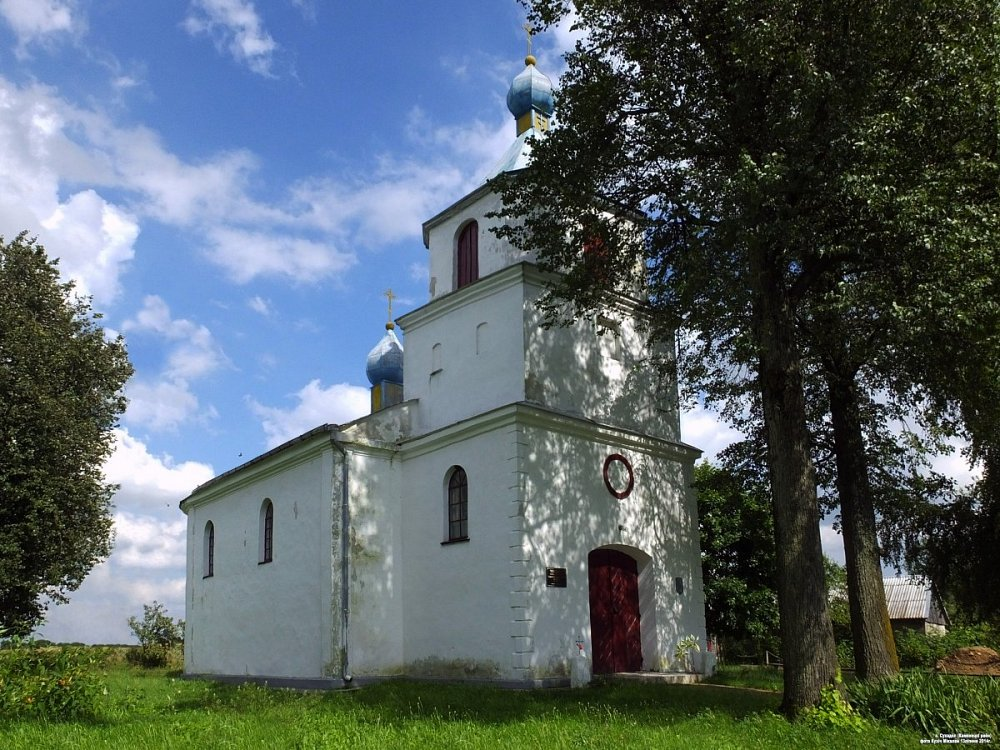
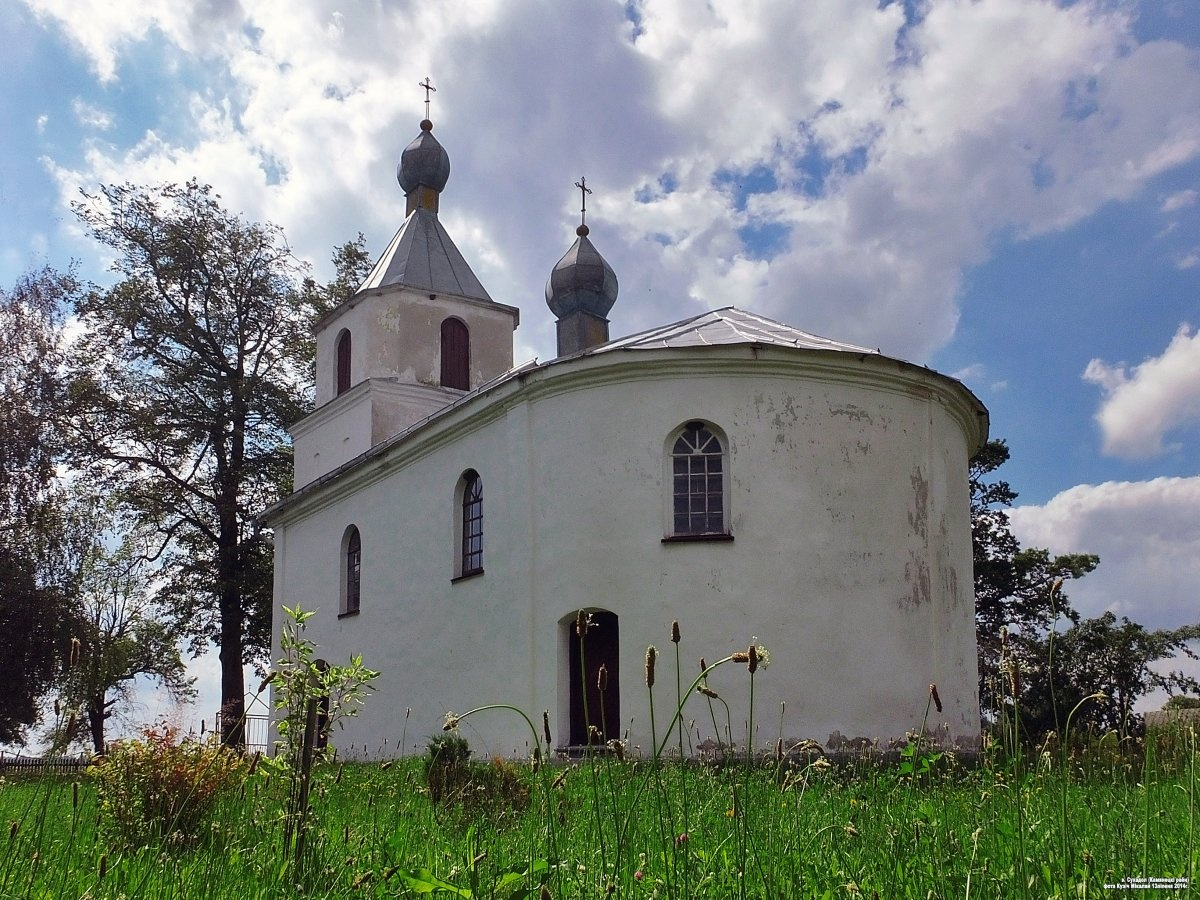